# 亞彭雨林
亞彭雨林是印尼西巴布亞亞彭島與鄰近島嶼的生態區域，屬於熱帶雨林。此區因植被與動物種類差異，與鄰近的比亞克-農福爾雨林被視為不同的生態區域。

## 地理

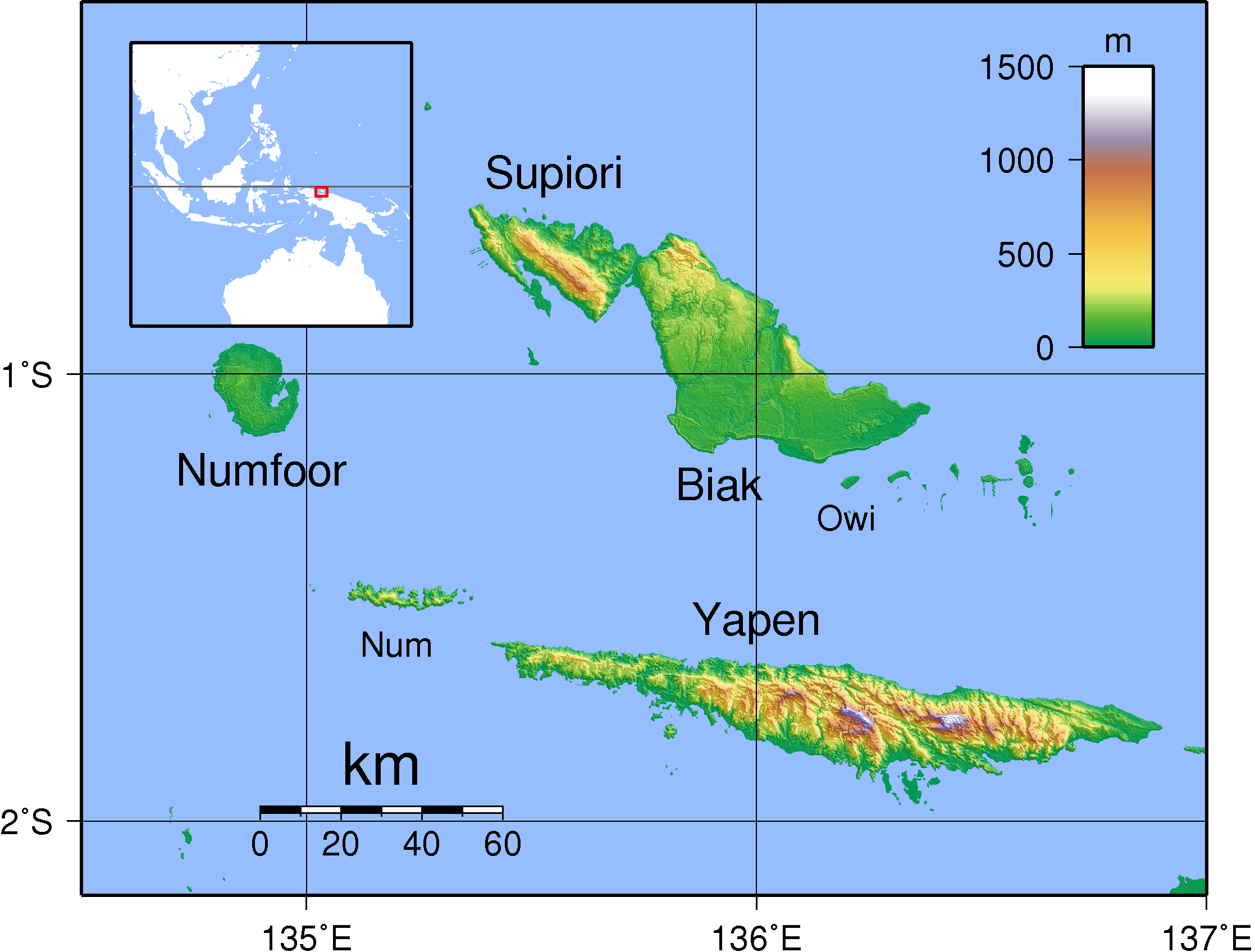
亞彭島與周邊島嶼的相對位置

亞彭雨林的區域包括西巴布亞西北部的亞彭島、亞彭島西側的努姆島與庫魯杜島。亞彭島面積2230平方公里，形狀狹長，東西長166公里，南北長最長處僅26公里，島中央為山地，最高峰高1430公尺。島表面的地貌為石灰岩與深成岩，並有些超基性岩的露頭。亞彭島在冰河時期和巴布亞本土相連，相較之下比亞克-農福爾雨林（比亞克島、農福爾島、蘇皮奧里島等）未曾與巴布亞本土相連，因此有較多特有種動植物。

### 植物相
亞彭島的原始植被為熱帶常綠雨林，包括低地河谷沖積雨林、丘陵雨林與高地雨林三類，沿海常見樹種有欖仁樹、濱玉蕊、紅厚殼、桂木與木麻黃等，濱海沼澤雨林主要樹種為水椰，低地樹種有安汶胶木、苏门达腊八果木、太平洋鐵木、垂榕、番櫻桃、桂木、番龍眼與香桉納士樹等；高地樹種有番龍眼、安汶胶木、厚殼桂與紅厚殼等，海拔500公尺以上地區還有南洋杉。
超基性岩組成的地帶因含金屬量過高而使多數植物無法生長，因此生長在超基性岩露頭的植物種類較為獨特。

### 動物相

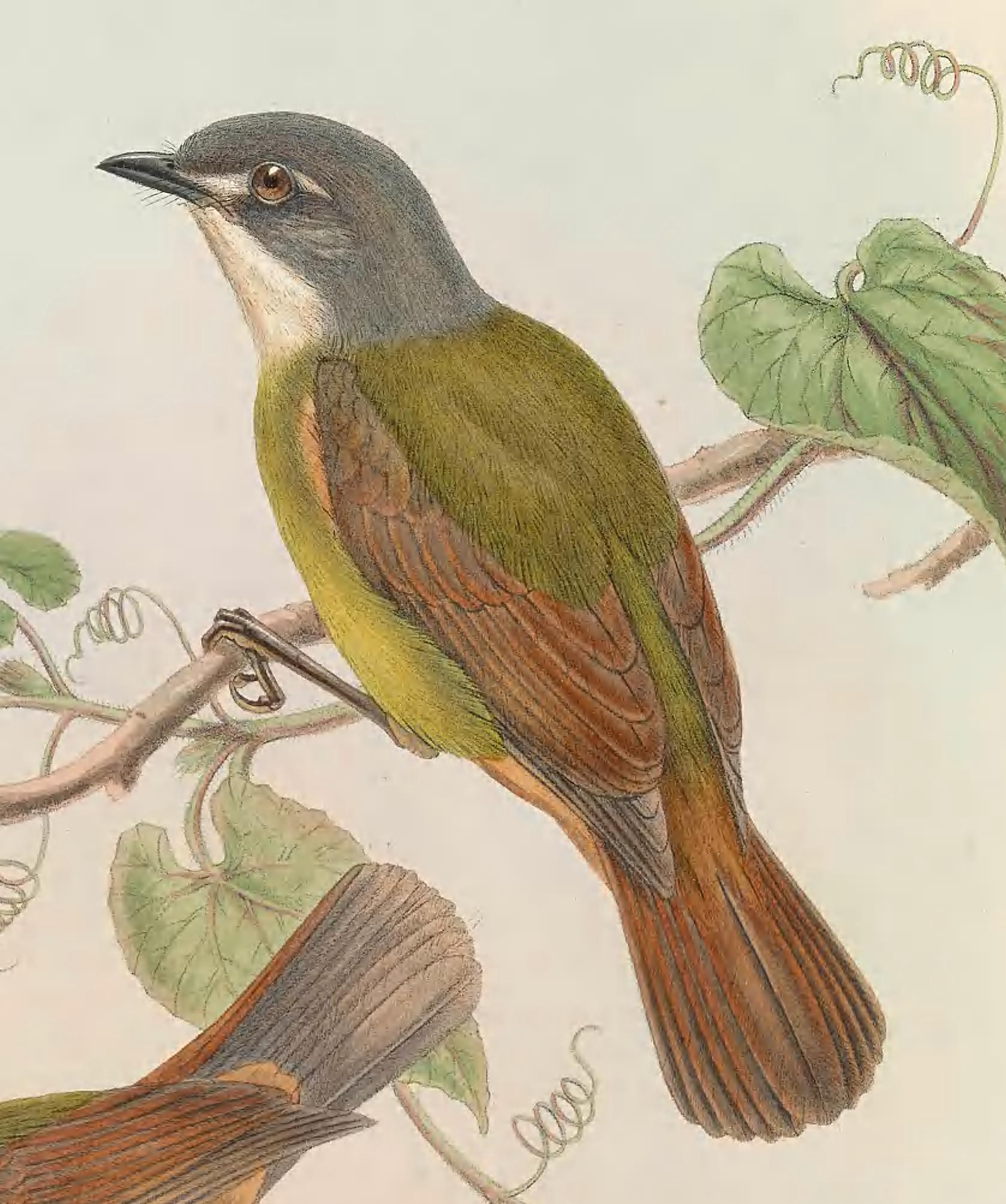
亞彭島山地雨林中有绿丛鹟

亞彭雨林共有37種哺乳動物，其中亞彭鼠與蓋爾文克灣狐蝠僅見於此區與比亞克-農福爾雨林（亞彭島北方的島嶼），亞彭鼠分布於亞彭島、比亞克島與蘇皮奧里島，蓋爾文克灣狐蝠則分布於亞彭島、農福爾島與蘇皮奧里島旁的小島拉尼島（Pulau Rani）。
此區共有147種鳥類，但沒有特有種，其中約120種為低地鳥種，26種為高地鳥種。

## 保護狀況
亞彭雨林有約48%的土地為保護區，其中最大者為中亞彭自然保護區（Yapen Tengah Nature Reserve），位於亞彭島中部，佔地590平方公里。此區生態受棲地破壞、人口增加與農地增加等因素威脅。

## 外部連結
- . 陸地生態區. 世界野生動物基金會.
- Yapen endemic bird area (Birdlife International) （页面存档备份，存于）
- Yapen rain forests (DOPA Explorer) （页面存档备份，存于）